# Roberto Coração de Leão
Roberto Almeida Nascimento, mais conhecido como Roberto Coração de Leão (Recife, 14 de janeiro de 1959), é um ex-futebolista brasileiro que atuava como atacante. Sendo conhecido como um dos mais emblemáticos centroavantes do Sport.

## Carreira
Além do Sport, passou pelo Internacional, Grêmio, Itumbiara e Remo, além do futebol português, no Rio Ave e Marítimo. Quando jogava pelo Sport, em 1981, Telê Santana o convocou para a Seleção Brasileira de Futebol para partidas amistosas contra a Irlanda e Chile. 
Após se aposentar como jogador, passou a trabalhar nas divisões de base do Sport. No entanto, no mesmo dia em que o Sport, em parceria com a Adidas, lançou uma camisa retrô alusiva ao modelo de 1981 e 1982, período no qual foi ídolo do Sport nos anos 80, foi demitido.